# Râul care urcă muntele
Râul care urcă muntele este un film românesc din 1977 regizat de Cristiana Nicolae. Rolurile principale au fost interpretate de actorii Gheorghe Cozorici, Valeria Seciu și Gheorghe Metzenrath.

## Distribuție
Distribuția filmului este alcătuită din:
- Gheorghe Cozorici — Ispas
- Teodor Cojocaru — Alexe
- Ovidiu Moldovan — Mircea
- Emanoil Petruț — Panait
- Mihai Gingulescu — Dumitru
- Mircea Veroiu
- Vasile Pupeza — Sedlacek
- Boris Gavlițchi — Partizanul slovac
- Valeria Seciu — Mama
- Traian Dănceanu — Nea Gheorghe
- Nineta Gusti — Domnișoara Vasilescu
- Bogdan Alexandru Manea — Cpt. Petrescu
- Adina Popescu — Sora Ana
- Mihai Pruteanu — Vasile
- Aurel Grușevschi — Valer
- Gheorghe Metzenrath — Radu
- Olga Bucătaru — Iris
- Mihai Jugureanu — Manole
- Catrinel Dumitrescu — Doina
- Mircea Daneliuc— Panait